# (66189) 1998 XA97
1998 أكس أي 97 (ويعرف أيضًا باسم (66189) 1998 أكس أي 97 وفق تسمية الكوكب الصغير) (بالإنجليزية: 1998 XA97)‏ هو كويكب ضمن حزام الكويكبات؛ وترتيبه 66189 من حيث الاكتشاف.
اكتُشف هذا الجُرم الفلكي بواسطة Orlando Antonio Naranjo Villarroel ‏ في 12 ديسمبر 1998.

## وصلات خارجية
- (66189) 1998 XA97 في قاعدة بيانات مختبر الدفع النفاث لأجرام النظام الشمسي الصغيرة

- الاكتشاف · مخطط المدار ·  العناصر المدارية · المعلمات المادية

- (66189) 1998 XA97 على موقع ويكي سكاي: DSS2, SDSS, GALEX, IRAS, Hydrogen α, X-Ray, Astrophoto, Sky Map, Articles and images